# جولیین سیمپسون
جولیین سیمپسون (انگلیسی: Juliene Simpson؛ زادهٔ january ۲۰, ۱۹۵۳ (۷۲ سال)) بازیکن بسکتبال، سرمربی (بسکتبال)، و سرمربی اهل ایالات متحده آمریکا است.